# Gran Premio de Checoslovaquia de Motociclismo de 1977
El Gran Premio de Checoslovaquia de Motociclismo de 1977 fue la decimoprimera prueba de la temporada 1977 del Campeonato Mundial de Motociclismo. El Gran Premio se disputó el 7 de agosto de 1977 en el Circuito de Brno.

## Resultados 500cc
Gran victoria del venezolano Johnny Cecotto que se impuso con gran autoridad sobre el italiano Giacomo Agostini que, a su vez, fue estuvo destacado sobre el francés Michel Rougerie.
| Pos.     | Piloto              | Equipo | Tiempo     | Pts. |
| -------- | ------------------- | ------ | ---------- | ---- |
| 1        | Johnny Cecotto      | Yamaha | 53' 21" 53 | 15   |
| 2        | Giacomo Agostini    | Yamaha | +25" 68    | 12   |
| 3        | Michel Rougerie     | Suzuki | +47" 85    | 10   |
| 4        | Pat Hennen          | Suzuki | +54" 69    | 8    |
| 5        | Gianfranco Bonera   | Suzuki | +1' 34" 18 | 6    |
| 6        | Teuvo Länsivuori    | Suzuki | +1' 51" 74 | 5    |
| 7        | Steve Parrish       | Suzuki | +2' 03" 47 | 4    |
| 8        | Max Wiener          | Suzuki | +2' 37" 91 | 3    |
| 9        | Franz Rau           | Suzuki | +3' 11" 86 | 2    |
| 10       | Helmut Kassner      | Suzuki | +3' 13" 14 | 1    |
| 11       | Alex George         | Suzuki | +3' 33" 16 |      |
| 12       | Børge Nielsen       | Suzuki | +3' 45" 63 |      |
| 13       | Franz Heller        | Suzuki | +1 Vuelta  |      |
| 14       | Roland Freymond     | Yamaha | +1 Vuelta  |      |
| 15       | Jean-Marc Toffolo   | Yamaha | +1 Vuelta  |      |
| 16       | Adelio Faccioli     | Yamaha | +1 Vuelta  |      |
| 17       | Hans Braumandl      | Yamaha | +1 Vuelta  |      |
| 18       | Giorgio Gatti       | Yamaha | +2 Vueltas |      |
| 19       | Michael Schmid      | Suzuki | +2 Vueltas |      |
| Ret      | Wil Hartog          | Suzuki | Ret        |      |
| Ret      | Steve Baker         | Yamaha | Ret        |      |
| Ret      | Armando Toracca     | Suzuki | Ret        |      |
| Ret      | John Williams       | Suzuki | Ret        |      |
| Ret      | Marco Lucchinelli   | Suzuki | Ret        |      |
| Ret      | Boet van Dulmen     | Suzuki | Ret        |      |
| Ret      | Karl Auer           | Yamaha | Ret        |      |
| Ret      | Jean-Philippe Orban | Suzuki | Ret        |      |
| Ret      | Harald Merkl        | Suzuki | Ret        |      |
| Ret      | Giuseppe Consalvi   | Yamaha | Ret        |      |
| Ret      | Gianni Rolando      | Suzuki | Ret        |      |
| Ret      | Bosse Granath       | Yamaha | Ret        |      |
| Ret      | Hans-Otto Butenuth  | Yamaha | Ret        |      |
| Ret      | Werner Nenning      | Suzuki | Ret        |      |
| Ret      | Bohumil Staša       | Yamaha | Ret        |      |
| Ret      | Odd Arne Lände      | Suzuki | Ret        |      |
| Ret      | Virginio Ferrari    | Suzuki | Ret        |      |
| Ret      | Ron Kirkham         | Yamaha | Ret        |      |
| Ret      | Jack Findlay        | Suzuki | Ret        |      |
| Sources: |                     |        |            |      |

## Resultados 350cc
En 350cc,  segunda victoria de la jornada para Johnny Cecotto y nadie pudo hacer nada para evitarlo. El norirlandés Tom Herron consolida su subcampeonato con la segunda posición.
| Pos. | Piloto              | Moto            | Tiempo     | Pts. |
| ---- | ------------------- | --------------- | ---------- | ---- |
| 1    | Johnny Cecotto      | Bakker-Yamaha   | 51' 51" 38 | 15   |
| 2    | Tom Herron          | Yamaha          | +54" 72    | 12   |
| 3    | Christian Sarron    | Yamaha          | +1' 05" 52 | 10   |
| 4    | Pentti Korhonen     | Yamaha          | +1' 10" 00 | 8    |
| 5    | Víctor Palomo       | Yamaha          | +1' 13" 36 | 6    |
| 6    | Vic Soussan         | Yamaha          | +1' 13" 86 | 5    |
| 7    | Kork Ballington     | Yamaha          | +1' 38" 32 | 4    |
| 8    | Michel Rougerie     | Yamaha          | +1' 41" 58 | 3    |
| 9    | Jon Ekerold         | Yamaha          | +1' 50" 01 | 2    |
| 10   | Giacomo Agostini    | Yamaha          | +1' 53" 54 | 1    |
| 11   | Olivier Chevallier  | Yamaha          | +1' 57" 94 |      |
| 12   | Jean-Claude Hogrel  | Yamaha          | +1' 59" 51 |      |
| 13   | Peter Baláž         | Yamaha          | +3' 09" 06 |      |
| 14   | Alex George         | Yamaha          | +3' 10" 24 |      |
| 15   | Børge Nielsen       | Yamaha          | +3' 31" 89 |      |
| 16   | Jack Findlay        | Yamaha          | +3' 50" 54 |      |
| 17   | Bosse Granath       | Yamaha          | +3' 51" 07 |      |
| 18   | Grünwald Harfmann   | Yamaha          | +1 Vuelta  |      |
| 19   | Franz Rau           | Yamaha          | +1 Vuelta  |      |
| 20   | Franz Meier         | Yamaha          | +1 Vuelta  |      |
| 21   | Giorgio Gatti       | Yamaha          | +1 Vuelta  |      |
| Ret  | Pekka Nurmi         | Yamaha          | Ret        |      |
| Ret  | Franco Uncini       | Harley-Davidson | Ret        |      |
| Ret  | Jean-François Baldé | Yamaha          | Ret        |      |
| Ret  | Patrick Fernandez   | Yamaha          | Ret        |      |
| Ret  | Patrick Pons        | Yamaha          | Ret        |      |
| Ret  | Alan North          | Yamaha          | Ret        |      |
| Ret  | John Dodds          | Yamaha          | Ret        |      |
| Ret  | Gerald              | Yamaha          | Ret        |      |
| Ret  | José Cecotto        | Yamaha          | Ret        |      |
| Ret  | Max Wiener          | Yamaha          | Ret        |      |
| Ret  | Walter Villa        | Harley-Davidson | Ret        |      |
| Ret  | Árpád Juhos         | Yamaha          | Ret        |      |
| Ret  | Jiri Král           | Yamaha          | Ret        |      |
| Ret  | Helmut Kassner      | Yamaha          | Ret        |      |
| Ret  | Pietro Bonera       | Yamaha          | Ret        |      |
| Ret  | Ernst Fagerer       | Yamaha          | Ret        |      |
| Ret  | Eero Hyvärinen      | Yamaha          | Ret        |      |
| Ret  | Karl Auer           | Yamaha          | Ret        |      |
| Ret  | Takazumi Katayama   | Yamaha          | Ret        |      |
| Ret  | Gianni Pelletier    | Yamaha          | Ret        |      |
| Ret  | János Vlaszati      | Yamaha          | Ret        |      |
| Ret  | Guy Bertin          | Yamaha          | Ret        |      |
| Ret  | Frantisek Svatos    | Yamaha          | Ret        |      |
| Ret  | Rudolf Mitosinka    | Yamaha          | Ret        |      |

## Resultados 250cc
En el cuarto de litro, dominio de las Harley-Davidson, quienes ya obtuvieron los mejores tiempos en los entrenamientos. En esta ocasión, fue el italiano Franco Uncini el que se impuso al vigente campeón del mundo, su compatriota y compañero de equipo Water Villa.
| Pos. | Piloto              | Moto       | Tiempo     | Pts. |
| ---- | ------------------- | ---------- | ---------- | ---- |
| 1    | Franco Uncini       | Bakker-HD  | 49' 58" 89 | 15   |
| 2    | Walter Villa        | Bimota-HD  | +0" 41     | 12   |
| 3    | Mario Lega          | Morbidelli | +23" 84    | 10   |
| 4    | Kork Ballington     | Yamaha     | +25" 45    | 8    |
| 5    | Tom Herron          | Yamaha     | +25" 91    | 6    |
| 6    | Alan North          | Yamaha     | +56" 98    | 5    |
| 7    | Jon Ekerold         | Yamaha     | +1' 01" 50 | 4    |
| 8    | Patrick Fernandez   | Yamaha     | +1' 03" 46 | 3    |
| 9    | Olivier Chevallier  | Yamaha     | +1' 04" 12 | 2    |
| 10   | Guy Bertin          | Yamaha     | +1' 04" 81 | 1    |
| 11   | János Drapál        | Yamaha     | +1' 13" 22 |      |
| 12   | Aldo Nannini        | Yamaha     | +1' 19" 57 |      |
| 13   | John Dodds          | Yamaha     | +1' 24" 75 |      |
| 14   | Peter Baláž         | Jawa       | +1' 30" 78 |      |
| 15   | Jean-François Baldé | Kawasaki   | +1' 45" 99 |      |
| 16   | Ken Nemoto          | Yamaha     | +1' 46" 63 |      |
| 17   | Sauro Pazzaglia     | Yamaha     | +3' 10" 10 |      |
| 18   | István Holmár       | Yamaha     | +3' 10" 94 |      |
| 19   | János Vlaszati      | Yamaha     | +3' 19" 70 |      |
| 20   | Edi Stöllinger      | Yamaha     | +3' 46" 86 |      |
| 21   | Ryszard Mankiewicz  | Yamaha     | +4' 11" 19 |      |
| 22   | Oldrich Kába        | Jawa       | +1 Vuelta  |      |
| 23   | Ondrej Szymanski    | Yamaha     | +1 Vuelta  |      |
| Ret  | Pentti Korhonen     | Yamaha     | Ret        |      |
| Ret  | Vic Soussan         | Yamaha     | Ret        |      |
| Ret  | Pekka Nurmi         | Yamaha     | Ret        |      |
| Ret  | Mick Grant          | Kawasaki   | Ret        |      |
| Ret  | Patrick Pons        | Yamaha     | Ret        |      |
| Ret  | Barry Ditchburn     | Kawasaki   | Ret        |      |
| Ret  | Harald Bartol       | Bartol     | Ret        |      |
| Ret  | Christian Sarron    | Yamaha     | Ret        |      |
| Ret  | Víctor Palomo       | Yamaha     | Ret        |      |
| Ret  | Anton Mang          | Yamaha     | Ret        |      |
| Ret  | Harald Merkl        | Yamaha     | Ret        |      |
| Ret  | Pavel Vašiček       | Yamaha     | Ret        |      |
| Ret  | Bohumil Staša       | Yamaha     | Ret        |      |
| Ret  | Rudolf Weiss        | Yamaha     | Ret        |      |
| Ret  | Takazumi Katayama   | Yamaha     | Ret        |      |
| Ret  | Eero Hyvärinen      | Yamaha     | Ret        |      |
| Ret  | Jiri Král           | Yamaha     | Ret        |      |
| Ret  | Jan Bartunek        | Jawa       | Ret        |      |
| Ret  | Jaroslav Franc      | Jawa       | Ret        |      |
| Ret  | Branko Bevanda      | Yamaha     | Ret        |      |